# Coelogyne longifolia
Coelogyne longifolia é uma espécie de orquídea epífita, família Orchidaceae, originária de Sumatra e Java.